# Oxytropis nivea
Oxytropis nivea är en ärtväxtart som beskrevs av Aleksandr Andrejevitj Bunge. Oxytropis nivea ingår i släktet klovedlar, och familjen ärtväxter. Inga underarter finns listade i Catalogue of Life.